# Kuklen Point
Der Kuklen Point (englisch; bulgarisch нос Куклен nos Kuklen; im Vereinigten Königreich Farmer Point) ist eine Landspitze an der Nordküste der Livingston-Insel im Archipel der Südlichen Shetlandinseln. Sie liegt 2,13 km südöstlich des Avitohol Point und 5,6 km westlich des Lukovit Point am Ufer der Hero Bay.
Bulgarische Wissenschaftler kartierten sie 2008. Die bulgarische Kommission für Antarktische Geographische Namen benannte sie im selben Jahr nach der Stadt Kuklen im Süden Bulgariens. Das UK Antarctic Place-Names Committee benannte sie dagegen 2019 nach Paul Farmer (1961–2017), der von 1992 bis 1999 als Polarführer des British Antarctic Survey und dabei von 1994 bis 1995 auf der Rothera-Station tätig war sowie 1995 als Leiter der Station fungiert hatte.